# Brekkerista
Brekkerista är en bergstopp i Antarktis. Den ligger i Östantarktis. Norge gör anspråk på området. Toppen på Brekkerista är 1 350 meter över havet, eller 428 meter över den omgivande terrängen. Bredden vid basen är 3,3 km.
Terrängen runt Brekkerista är varierad. Trakten är obefolkad. Det finns inga samhällen i närheten.